# Czarny charakter

Karykatura stereotypowego czarnego charakteru

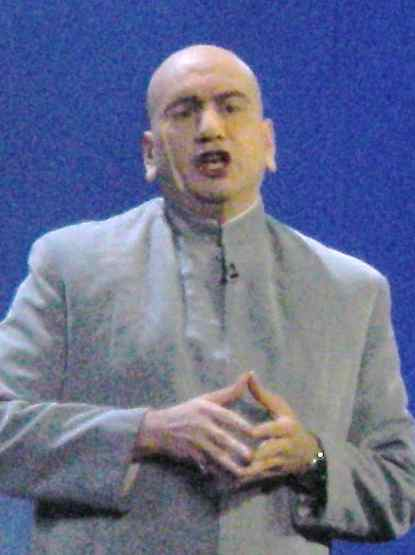
Doktor Zło – parodia typowego czarnego charakteru z filmów akcji i szpiegowskich

Czarny charakter lub szwarccharakter – określenie na człowieka złego, postępującego niegodziwie. Najczęściej jest używane w stosunku do postaci fikcyjnych. W fabule czarny charakter może być antagonistą lub protagonistą. Jest determinowany przez czyny i usposobienie, które są powszechnie postrzegane za złe lub są na takie kreowane w danym dziele. Jedną z najczęstszych cech czarnego charakteru jest chciwość.

## Etymologia
Barwa czarna w historii kultury była postrzegana jako symbol czegoś negatywnego, mrocznego, przeciwieństwo światła, kolor nocy, zniszczenia, żałoby i śmierci. Dlatego czarny charakter jest utożsamiany z negatywnym usposobieniem.
Rzeczownik szwarccharakter to germanizm i hybryda, gdyż obcojęzyczny – mimo że zasymilowany ortograficznie – niemiecki przymiotnik schwarz (z niem. „czarny”) nie ma autonomii morfo-składniowej w polszczyźnie.

## Historia i rozwój
W starożytnej mitologii czarnymi charakterami często były potwory i istoty niepodobne lub tylko częściowo podobne do człowieka. Były one przeszkodami, które człowiek może pokonać tylko jeśli posiada cechy uznawane przez religię za dobre i wartościowe. W opowiadaniach ludowych czarne charaktery zazwyczaj były chciwe, pozbawione moralności, albo były potworami zagrażającymi ludziom. Zazwyczaj zostawały pokonane przez herosa. W klasycznych baśniach czarne charaktery są istotną częścią morału. Swymi czynami wymierzają karę bohaterowi, który popełnił błąd, przed którego popełnianiem przestrzega utwór. Na przykład wilk z Trzech małych świnek zjada świnki, które popełniły błąd, budując swoje domy w sposób łatwy, a niekoniecznie dobry, a staruszka chce zjeść Jasia i Małgosię, którzy popełnili błąd ufając nieznajomej.
Wraz z rozwojem literatury, szczególnie w renesansie, autorzy coraz częściej kwestionowali prosty podział na dobro i zło. Przełomowe w tej kwestii były sztuki Williama Shakespeare’a, który tworzył czarne charaktery uważane za wielowarstwowe i złożone, budzące sympatię u widza. Niegodziwość postaci ze sztuk Shakespeare’a często jest spowodowana ludzką słabością. Ponieważ był to wówczas nowy trend w sztuce, z czasem ukształtowało się określenie Shakespeareowski czarny charakter. Trend ten był kontynuowany i rozwijany przez kolejnych artystów w kolejnych latach.
Obecnie w sztuce oczekuje się od czarnych charakterów, że będą przede wszystkim ciekawi. Krytycy filmowi oceniają negatywnie czarne charaktery, które uznają za typowe. Powstało zapotrzebowanie na postacie mające pewne cechy czarnego charakteru, z którymi widz może się utożsamiać, a nawet im kibicować. Prości złoczyńcy o banalnych motywacjach lub bez motywacji, oraz pozbawieni moralności, zaczęli być utożsamiani głównie z serialami animowanymi dla najmłodszych. Zatarcie granicy między bohaterami pozytywnymi i negatywnymi doprowadziło do powstania zupełnie nowego typu postaci, antybohatera. W odpowiedzi na zapotrzebowanie, powstały także gry komputerowe pozwalające graczowi wcielić się w czarny charakter.

## Przykłady czarnych charakterów

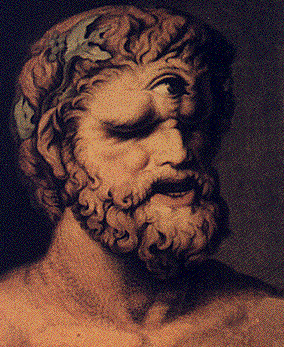
Polifem – czarny charakter ze starożytnego greckiego eposu Odyseja Homera, cyklop[20].
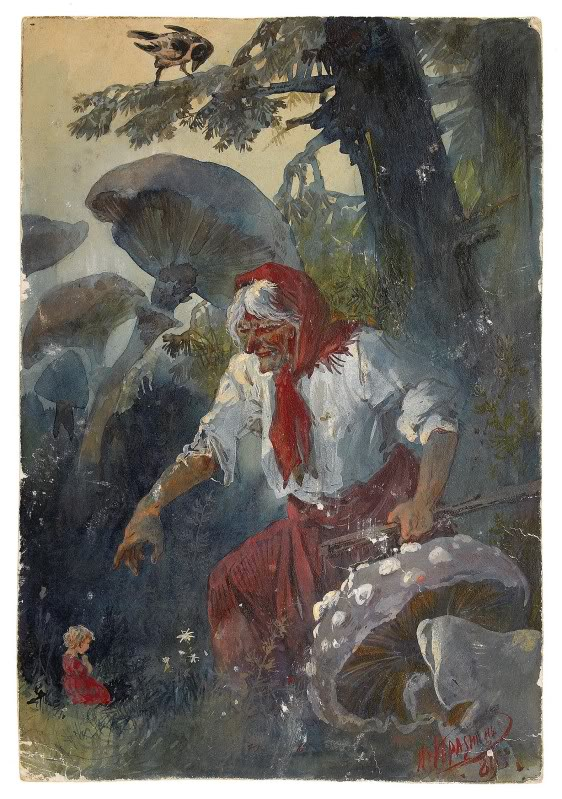
Baba Jaga – czarny charakter z rosyjskich bajek. Wykorzystuje naiwność ludzi, aby ich zwabić i zjeść[21].
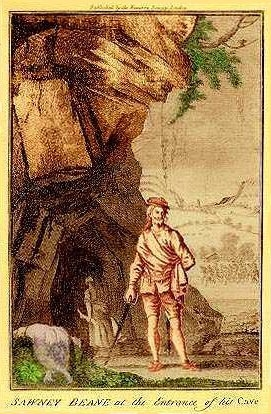
Sawney Bean – czarny charakter i legendarny kanibal-seryjny morderca, występujący w szkockim folklorze.
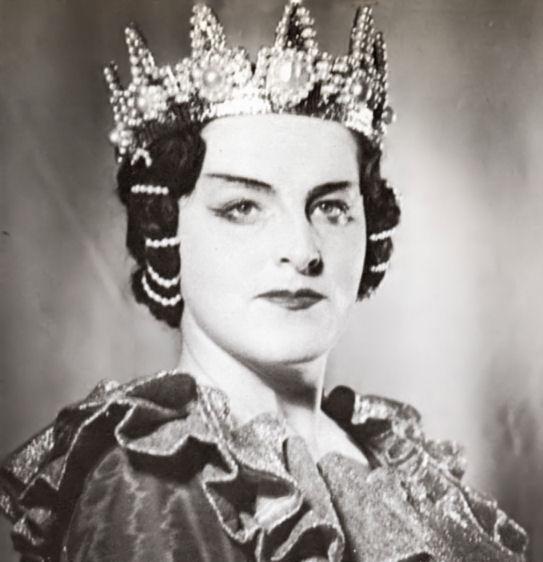
Lady Makbet (na zdjęciu grana przez Birgit Nilsson) – Szekspirowski czarny charakter ze sztuki Makbet Williama Szekspira. Jej działanie jest względnie umotywowane rozsądkiem, ale z czasem popada w coraz większy obłęd[22].
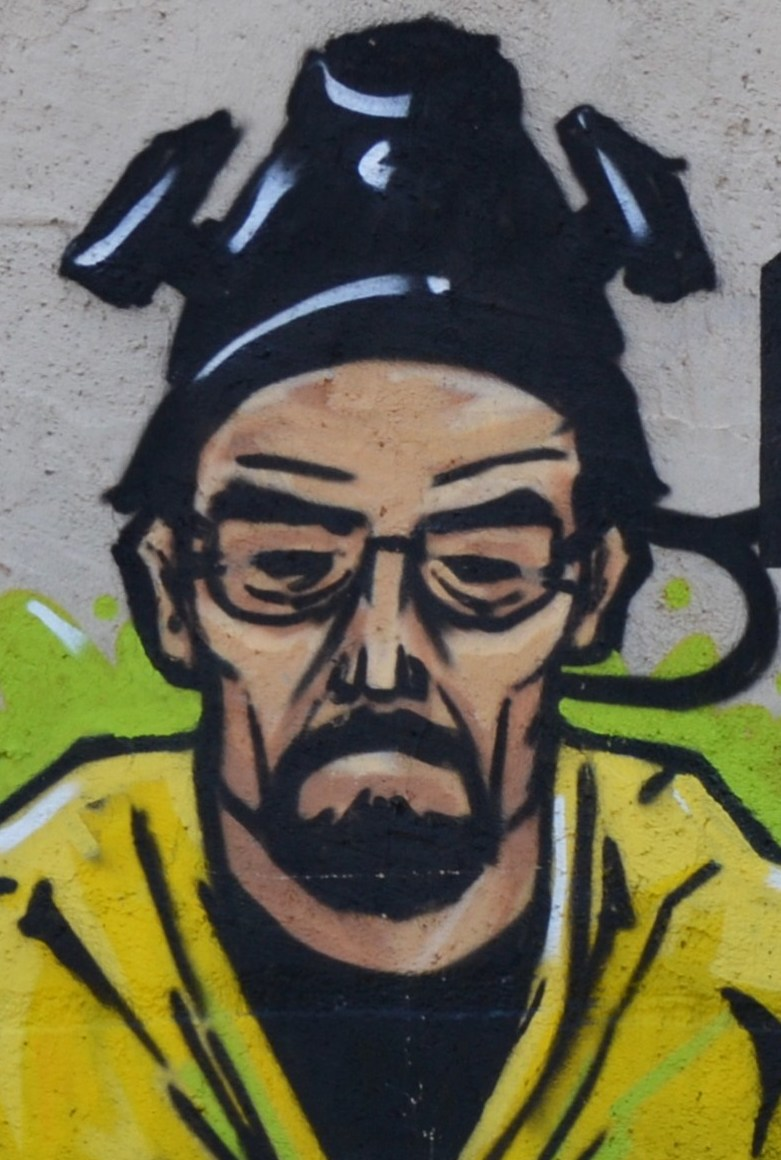
Walter White – przykład czarnego charakteru, z którym sympatyzowali i utożsamiali się widzowie[16].
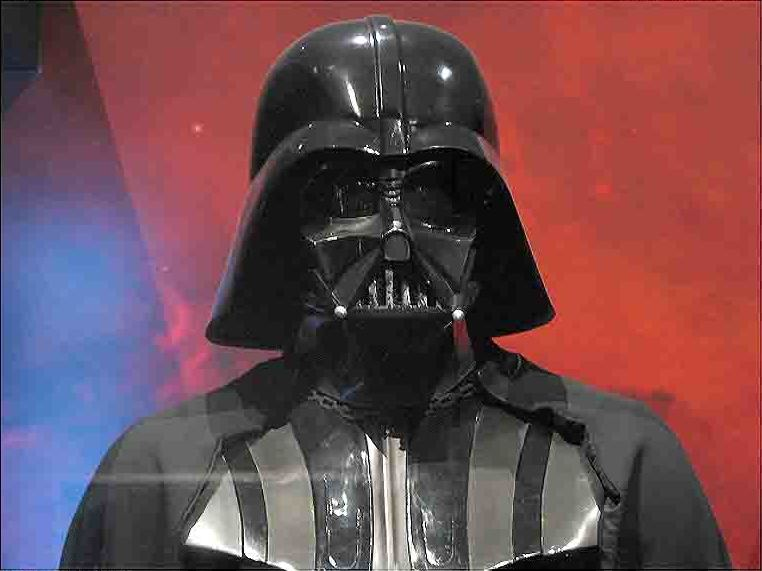
Darth Vader – jeden z głównych czarnych charakterów sagi Gwiezdne wojny i zarazem jeden z najbardziej ikonicznych złoczyńców w historii kina. Charakteryzuje się czarną maską i kombinezonem, znamiennym oddechem oraz skłonnością do duszenia Mocą tych, którzy mu się sprzeciwili bądź go zawiedli[23].
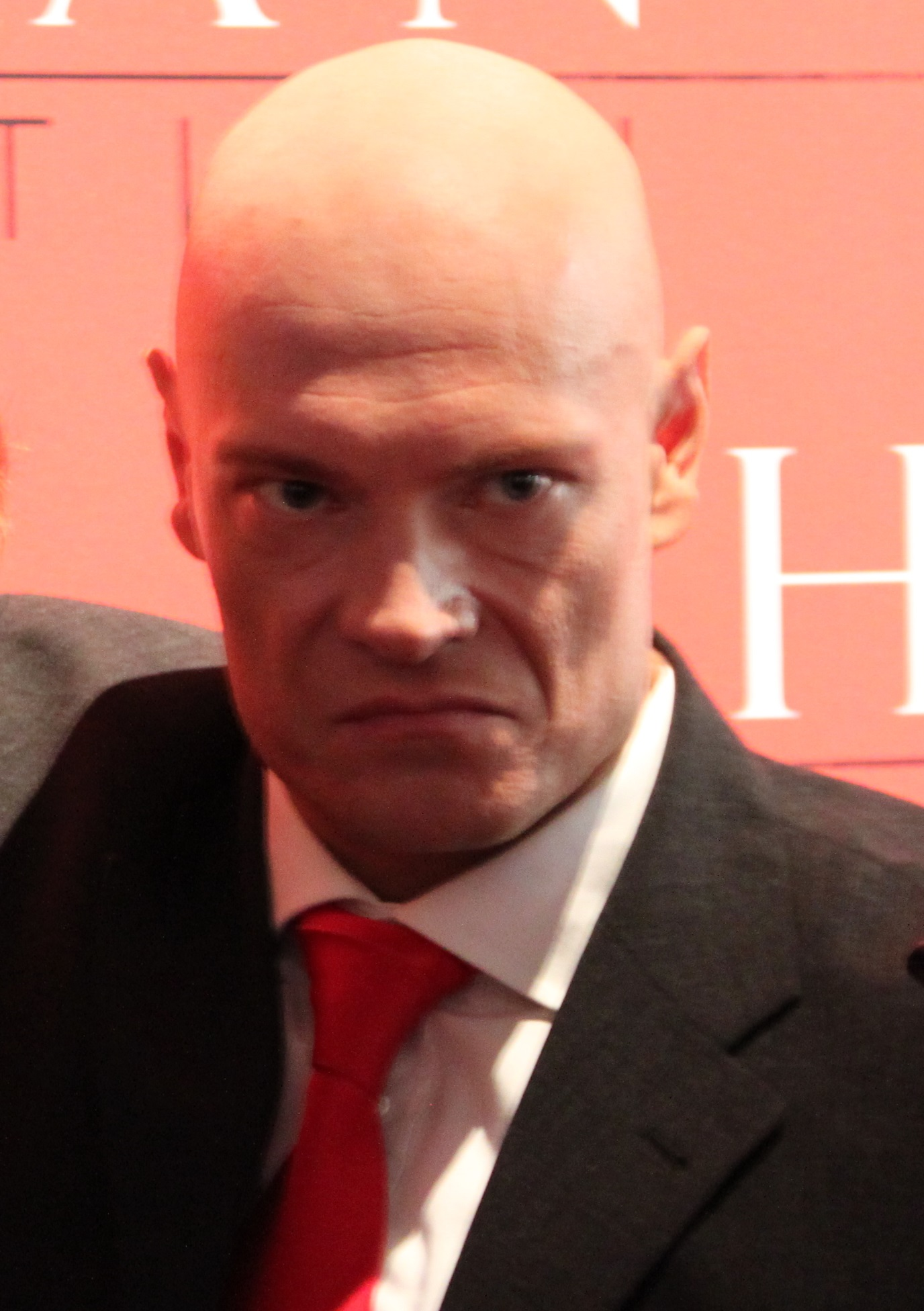
Agent 47 – czarny charakter i zarazem postać kontrolowana przez gracza w serii gier komputerowych Hitman[24].
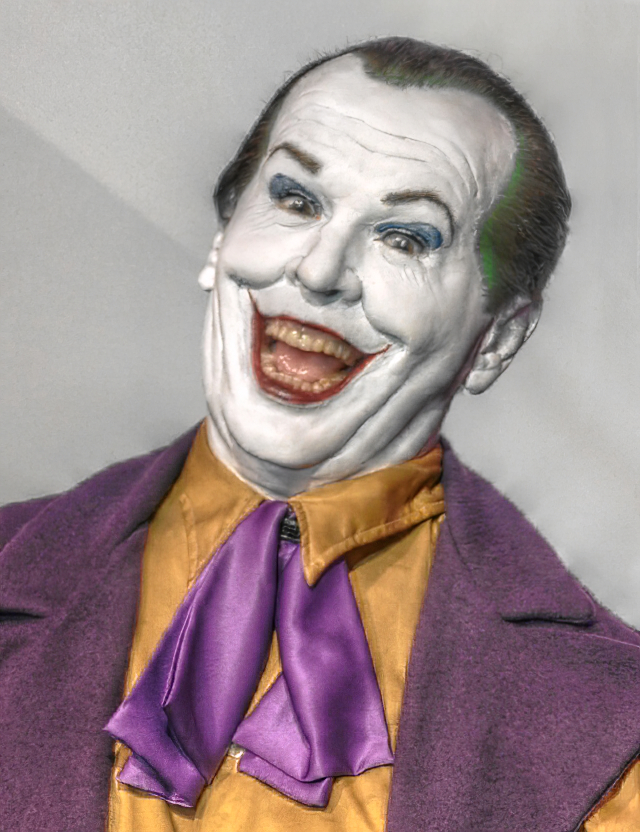
Joker – jeden z najsłynniejszych fikcyjnych czarnych charakterów, tradycyjnie przeciwnik Batmana, przedstawiany jako psychopatyczny morderca z sardonicznym poczuciem humoru, ale niekiedy też jako postać tragiczna i nierozumiana.
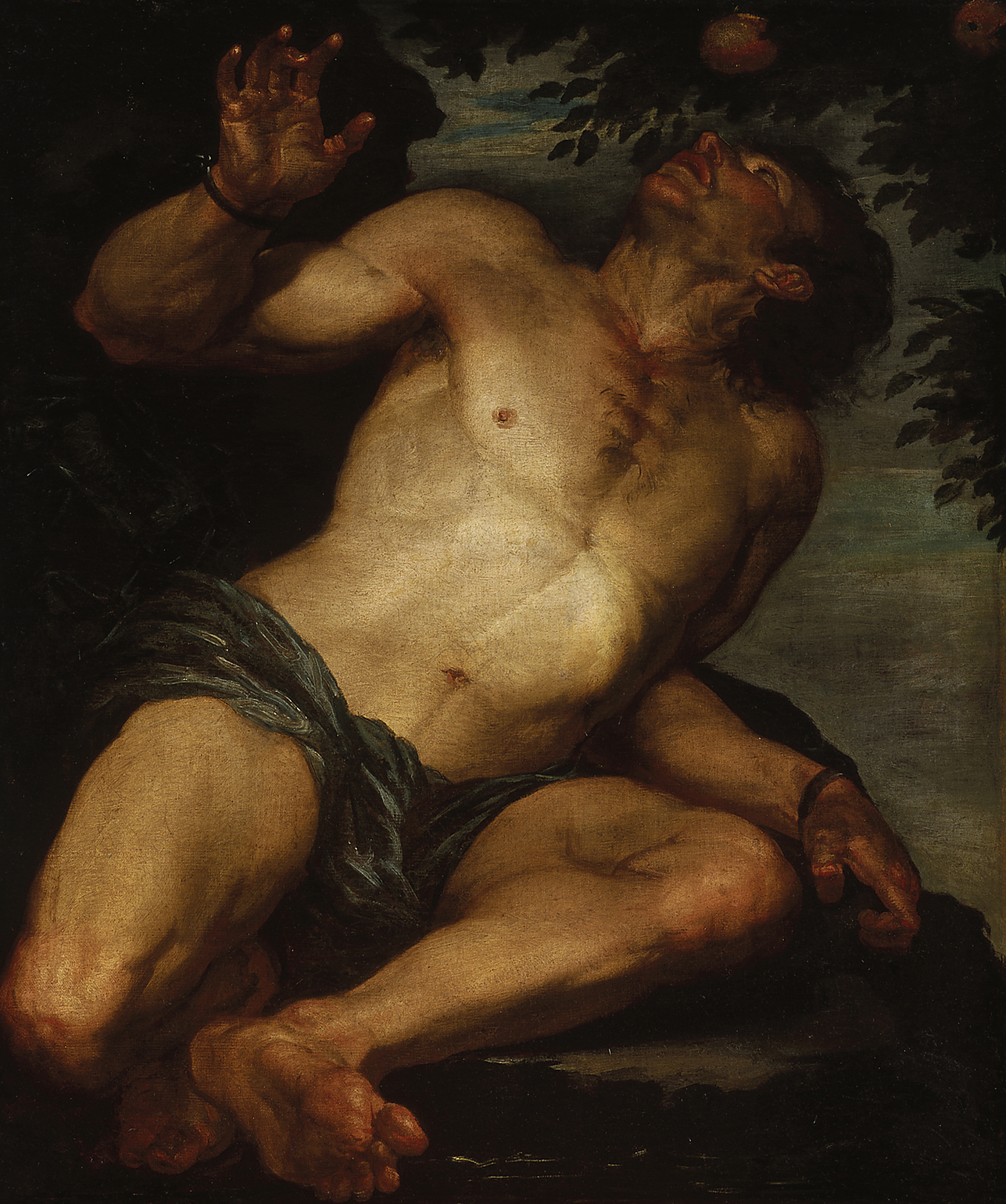
Tantalus – czarny charakter i postać z mitologii greckiej.
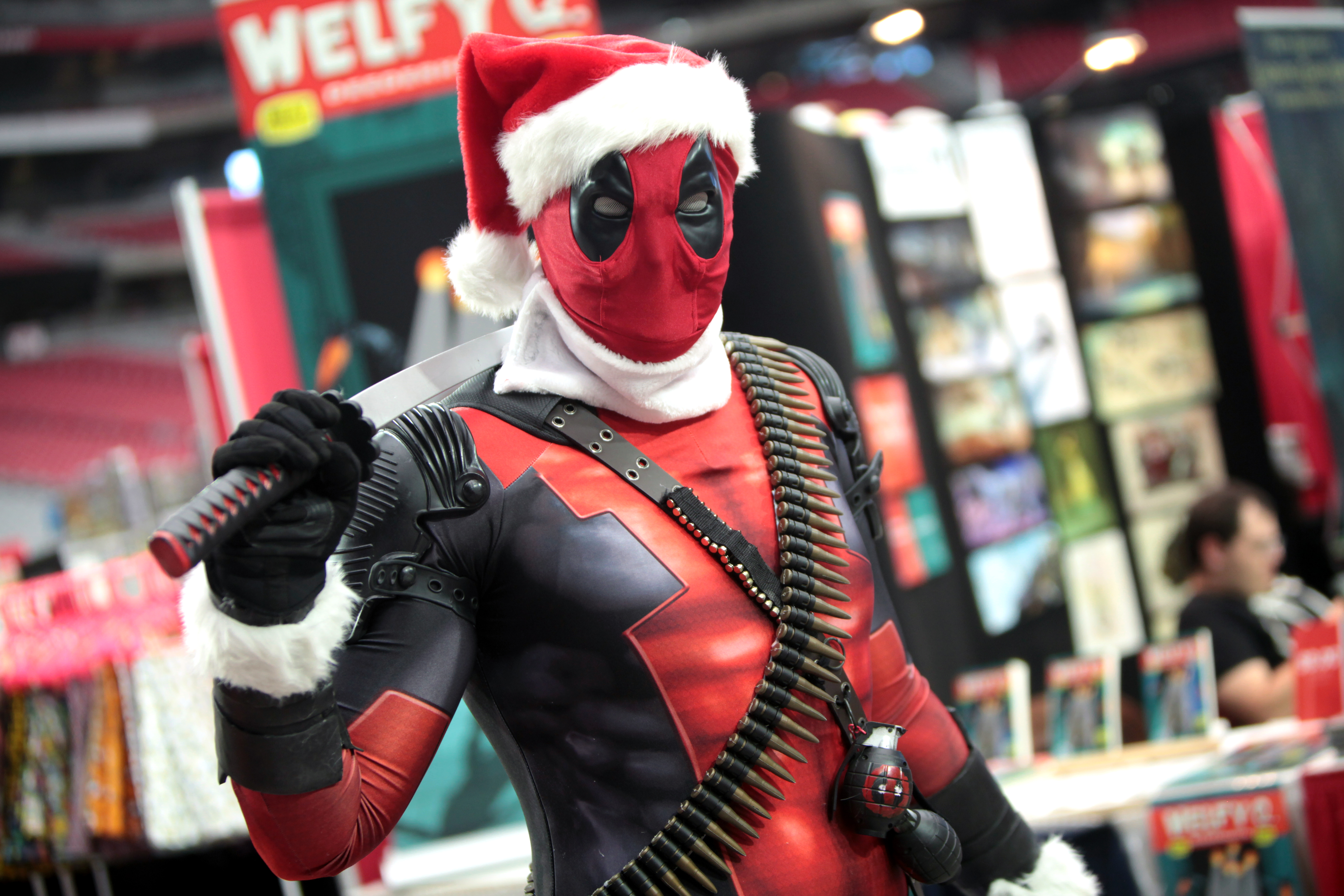
Deadpool – przykład odkupionego czarnego charakteru.